# Irgizit
Irgizit je druh asijských černých kapičkovitých, nepravidelně provazovitých tektitů pocházejících od meteoritického kráteru Zamanšin.
Naleziště se nachází východně od Uralu. Jeho radiometrické stáří je 1 milión let.
Jedná se o přírodní černé sklo nacházející se na některých místech v Kazachstánu. Podobně jako např. indočínity, australity či naše vltavíny se irgizit řadí mezi tektity, což jsou skla vzniklá po dopadu meteoritu na Zemi, ale na rozdíl např. od indočínitu je irgizit výrazně vzácnější.